# Sirwani Nwe Sports Club
O Sirwani Nwe Sports Club é um clube de futebol com sede em Suleimânia, capital do governorate de mesmo nome, no Curdistão Iraquiano.
A equipe realiza seus jogos no estádio municipal da cidade, com capacidade para 15 mil pessoas.

## Competições
Atualmente, disputa o Campeonato Curdistanês de Futebol, tendo terminado na 3ª colocação na temporada 2020-21 e na 4ª colocação na temporada 2019-20. Em 2018, a mesma não disputou o torneio, devido à crise financeira da região.